# Statistische Energie-Analyse
Statistische Energieanalyse (SEA) ist ein Verfahren zur Vorhersage der Übertragung von Schall und Vibrationen durch komplexe vibroakustische Systeme. Das Verfahren ist besonders als Prognoseverfahren in der frühen Planungsphase eines Produktes und für die Vorhersage bei höheren Frequenzen geeignet. In der SEA wird ein System durch gekoppelte Teilsysteme dargestellt, woraus eine lineares Gleichungssystem abgeleitet werden kann, welche die Eintrag, Speicherung, Übertragung und Dissipation von Energie innerhalb jedes Teilsystems beschreibt. Für die Parameter in den SEA-Gleichungen werden bestimmte statistische Annahmen über die lokalen dynamischen Eigenschaften jedes Teilsystem gemacht (ähnlich den Annahmen in der Raumakustik oder der statistischen Mechanik). Diese Annahmen vereinfachen die Analyse wesentlich und ermöglichen die Berechnung von Systemen, welche unter Verwendung anderer Verfahren (wie z. B. Finite-Elemente- und Randelement-Methode) oft zu komplex zu analysieren sind.

## Geschichte
Die anfängliche Ableitung der SEA ergab sich aus unabhängigen Berechnungen von Richard Lyon im Jahr 1959 and Preston Smith im Rahmen der mit der Entwicklung von Methoden zur Analyse der Reaktion von großen und komplexen Luftfahrtstrukturen mittels räumlich verteilter Zufallsanregung. Lyons Berechnung ergab, dass der Energiefluss zwischen zwei gekoppelten Oszillatoren unter bestimmten Bedingungen proportional zur Differenz in den Oszillator-Energien ist (was auf einer thermischen Analogie in strukturellen akustische Systeme basiert). Smiths Berechnung zeigte, dass die Energie der Eigenmoden einer Struktur oder einer Fluidkavität gleich verteilt ist und sich deren Energie proportional zur modalen Dämpfung des Modes reduziert (vergleichbar mit dem Zustand des thermischen Gleichgewichts wie es in Struktur-Akustiksystemen vorhanden ist). Die Übertragung des gekoppelten Doppeloszillator Ergebnisse auf allgemeinere Systemen wird oft als der modale Ansatz der SEA bezeichnet. Der modale Ansatz bietet Einblick in die physikalischen Mechanismen des Energieflusses und er dominierte die Debatte über SEA viele Jahrzehnte. In den letzten Jahren sind alternative Ableitungen der SEA Gleichungen basierend auf Wellenansätze verfügbar geworden. Solche Ableitungen bilden die theoretische Grundlage hinter einer Reihe von modernen kommerziellen SEA-Codes und einen allgemeinen Rahmen für die Berechnung der Parameter in einem SEA-Modell.

## Methode
Um ein Schall- und Vibrationsproblem mit SEA zu lösen, wird das Gesamtsystem in Subsysteme unterteilt (wie Platten, Schalen, Balken und akustische Hohlräume), welche untereinander an verschiedenen Stellen gekoppelt sind. Jedes Subsystem kann eine Reihe von verschiedenen Wellentypen enthalten (zum Beispiel die Biege-, Längs- und Scher-Wellenfelder in einer dünnen isotropen Platte). Aus Sicht der SEA stellt der Nachhall jedes Wellenfelds einen orthogonalen Energiespeicher dar und bildet damit einen separaten Energiefreiheitsgrad in der SEA-Gleichung. Die Energiespeicherkapazität jedes diffusen Wellenfeldes wird durch einen Parameter, die sogenannte „modale Dichte“, beschrieben, welche von der mittleren Geschwindigkeit, mit welcher die Wellen Energie durch das Untersystem ausbreiten, abhängt (die durchschnittliche Gruppengeschwindigkeit und die Gesamtabmessung des Subsystems). Die Energieübertragung zwischen verschiedenen Wellenfeldern wird durch Parameter sog. „Kopplungsverlustfaktoren“ entsprechend der Art der Verbindung beschrieben. Jeder Kopplungsverlustfaktor beschreibt die Eingangsleistung zu dem direkten Feld eines gegebenen Empfangs-Subsystems pro Energieeinheit des diffusen Wellenfelds eines Quellensubsystems. Die Kopplungsverlustfaktoren werden üblicherweise unter Berücksichtigung der Art und Weise, wie Wellen an verschiedenen Arten von Verbindungen (zum Beispiel Punkten, Linien und Flächenübergängen) gestreut werden, berechnet. Streng genommen gibt die SEA eine Prognose des statistischen Mittels eines Ensemble von Systemen dar, die durch gekoppelte Subsysteme und die zugehörigen Kopplungsverlustfaktor beschrieben werden.
Zur Vereinfachung der Berechnung der Kopplungsverlustfaktoren wird oft angenommen, dass es signifikante Streuung in jedem Untersystem gibt (wenn es über ein Ensemble gesehen wird), so dass direkte Feldübertragung zwischen mehreren Verbindungen zu demselben Untersystem vernachlässigbar ist und die resonante Übertragung dominiert. In der Praxis bedeutet dies, dass die SEA geeignet ist für Probleme, bei denen jedes Untersystem groß im Vergleich zur Wellenlänge ist (oder aus modaler Sicht enthält jedes Subsystem in einem bestimmten Frequenzband mehrere Moden, die von Interesse sind). Die SEA-Gleichungen enthalten eine geringe Anzahl von Freiheitsgraden und können so leicht gelöst werden, um die Energie jedes Subsystems abhängig von den Eingangsleistungen zu finden. Der gemittelte Schalldruckpegel und die Vibrationsschnelle  jedes Subsystems können dann durch den Zusammenhang zwischen der physikalischer Größe und der Energie des diffusen Wellenfelds für jedes Subsystem berechnet werden.

## Anwendungen
Im Laufe des letzten halben Jahrhunderts haben sich SEA Anwendungen in nahezu allen Branchen etabliert in welchen Geräusche und Vibrationen wesentlich sind. Typische Anwendungen sind:
- Innenlärmprognose und Sound-Package-Design im Automobil-, Flugzeug-, Drehflügler- und Bahnanwendungen
- Innen- und Außen Schallabstrahlung in Marineanwendungen
- Vorhersage der dynamischen und akustischen Lasten in Trägerraketen und Raumfahrzeuge
- Vorhersage des Lärms von Konsumgütern wie Geschirrspüler, Waschmaschinen und Kühlschränke
- Vorhersage des Lärms von Generatoren und industriellen Kältemaschinen
- Vorhersage von Luftschall und Körperschall in Gebäude[3]
- Design von Gehäusen usw.

Weitere Beispiele sind Gegenstand von Konferenzen wie INTERNOISE, NOISECON, Euronoise, ICSV, NOVEM, SAE N & V.

## Software-Implementierungen
Mehrere kommerzielle Lösungen für die statistische Energieanalyse stehen zur Verfügung:
- SEAM, SEAM 3D from Cambridge Collaborative Inc. USA,[8][9][10]
- VA One SEA Module (previously AutoSEA) from ESI Group, France,[11]
- GSSEA-Light from Gothenburg Sound AB, Sweden,[12]
- SEA+ from InterAC, France distributed by LMS International.[13]
- wave6 from Dassault Systèmes SIMULIA[14]

Freeware:
- Statistical Energy Analysis Freeware,[15]

Open-Source Lösungen:
- SEAlab – open code in Matlab/Octave from Applied Acoustics, Chalmers, Sweden[16]
- pyva - Python toolbox for Vibroacoustics, Planegg, Germany[17]